# Bajkoterapia
Bajkoterapia to metoda, którą wykorzystuje się w pracy z dziećmi w wieku przedszkolnym i wczesnoszkolnym. Źródeł bajkoterapii można doszukiwać się w teoriach Bruno Bettelheima. Dokonując analizy psychologicznej licznych baśni, wysunął on teorię, że jeśli opowieść ma zainteresować dziecko, musi obudzić w nim ciekawość i uruchomić jego wyobraźnię. Ponadto, jeśli ma ona wpłynąć na jego życie, musi pomóc dziecku w rozwijaniu jego inteligencji, porządkowaniu uczuć oraz dotyczyć jego problemów i trudności, z jakimi się boryka. Bajkoterapię stosuje się w psychoterapii, terapii pedagogicznej i arteterapii. Bajkoterapia jest wykorzystywana w pracy z dziećmi wymagającymi wsparcia ze strony osób trzecich. Realizuje się ją poprzez czytanie dzieciom bądź ich samodzielną lekturę właściwej dla danego problemu opowieści terapeutycznej. Wśród bajek terapeutycznych można wyszczególnić takie grupy jak bajki psychoterapeutyczne, psychoedukacyjne oraz relaksacyjne. Każda z nich dedykowana jest dzieciom z innymi problemami.

## Wpływ bajkoterapii na dzieci
Bajkoterapia pomaga w przezwyciężeniu lęków związanych z różnymi sytuacjami. Wykorzystuje się odpowiednio dobrany tekst. Dzięki temu w psychice dziecka pojawia się pozytywne myślenie, dzieci zaczynają rozumieć swoje uczucia, ich przejawy, a także przyczyny. Bajki terapeutyczne pokazują, jak trzeba sobie radzić, i przedstawiają pewne wzorce postępowania. Sprawiają, że dzieci zaczynają rozumieć świat, w którym żyją, przestają czuć się samotnie.
Książka pełni różnorakie funkcje. Treści zawarte w książce pozwalają na zdobycie nowych umiejętności, umożliwiają zrozumienie nowej sytuacji i podpowiadają jak sobie z nią radzić. Zarówno dobrze kończąca się opowieść, jak i pozytywny bohater, z którym dziecko może się identyfikować, dają mu wiarę we własne umiejętności. Sytuacja, która w oczach dziecka była wcześniej beznadziejna, teraz może stać się możliwa do rozwiązania dzięki bohaterowi, który daje wzór jak nie poddawać się pomimo przeciwności. Dzięki poznanym bohaterom dziecko jest w stanie radzić sobie z trudnościami takimi jak poczucie niskiej wartości czy brak miłości. Doświadczenia i przygody bohaterów bajek uczą, że nie należy się poddawać. Ważną rolą czytelnictwa jest również rola relaksacyjna. Ma ona za zadanie ograniczenie stresu czy napięcia emocjonalnego, budowanie dobrego samopoczucia i nastawienie do pozytywnego myślenia. Taką rolę zwykle pełnią treści zawierające elementy humorystyczne. Literatura wykorzystywana jako forma zabawy może też mieć na celu chwilowe odsunięcie dziecka od problemów, które go dotyczą, a na które nie ma ono wpływu.
Budowanie osobistych zasobów dziecka opiera się więc na: 
- pozyskiwaniu nowej wiedzy,
- poznawaniu nowych sposobów na wyjście z trudnych sytuacji,
- rekompensowaniu niezaspokojonych potrzeb i braków,
- budowaniu pozytywnego nastawienia.